# Gyilkospoloska
A gyilkospoloska (Rhynocoris iracundus) a rovarok (Insecta) osztályának félfedelesszárnyúak (Hemiptera) rendjébe, ezen belül a poloskák (Heteroptera) alrendjébe és a rablópoloskák (Reduviidae) családjába tartozó faj.

## Elterjedése
Egész Európa területén, Anatóliában, Iránban, Indiában és Oroszországban is jelen van. Magyarországon országszerte szórványosan elterjedt, főként a középhegységekben gyakoribb.

## Megjelenése
A gyilkospoloska testhossza elérheti a 12-17 milliméteres méretet, a nőstények nagyobbak a hímeknél. Élénk vörös alapszínét fekete mintázatok díszítik. Az előhát, lábak és hasoldal különféle mintázatai számos variációt kínálnak. A lábak nagy része vörös, fekete foltokkal vagy gyűrűkkel ellátva. A fejen egy szúró szipóka található, amely végén kis tüskékkel van felszerelve. Fontos megjegyezni, hogy a magyarországi populációkban mindig jelen van a vörös szín a toron. 

## Életmódja

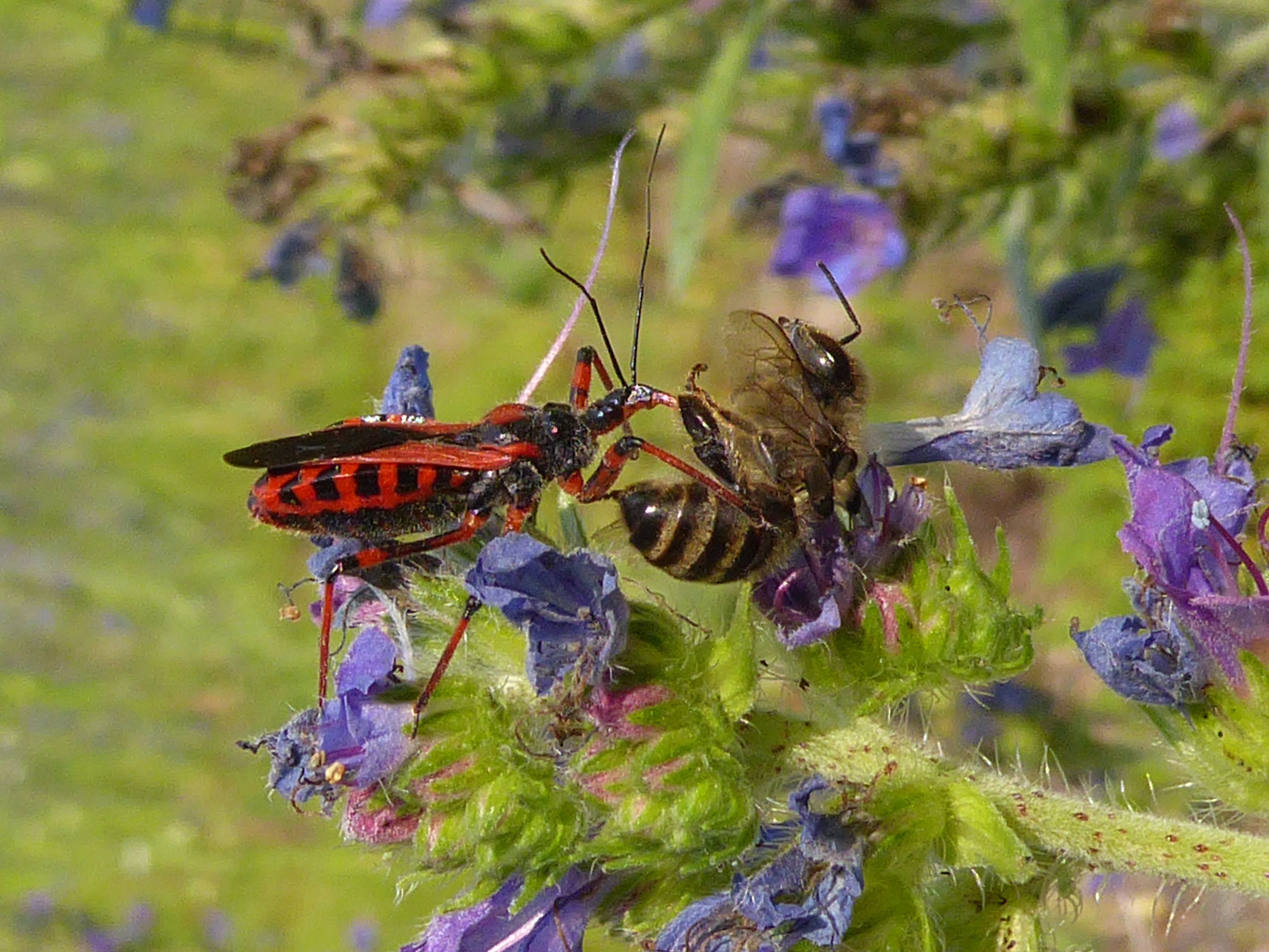
Házi méhet zsákmányoló egyed

Gyakori különböző mezőgazdasági környezetekben és emberek által alakított területeken, ahol évelő növényeken, cserjéken és fákon található. Kifejlett egyedeket általában májustól augusztusig figyelhetünk meg meleg, nyílt területeken. Napos időben gyakran láthatjuk őket virágzó növényeken tartózkodni. 
Legtöbbször lepkehernyókat zsákmányol, amelyek könnyű prédául szolgálnak, de pókok, valamint káros vagy akár hasznos rovarok is áldozatául eshetnek. Kiemelkedő a látása és gyorsan mozog, ami segíti ragadozó életmódját. Vadászatkor az adott prédát lábaival megragadja, majd szipókájával átlyukasztja annak felső szövetrétegét. Miután a szipókán található kis tüskékkel a testhez rögzült, emésztőenzimeket tartalmazó nyálát bejuttatja zsákmányába, így lehetővé téve a belső tartalmak folyékony módon történő felszívását.
A fiatal lárvák rövid ideig együtt maradnak az üres peték közelében. Ezután elterjednek a növényzeten, és először kisebb méretű prédákat, például levéltetveket, rojtosszárnyúakat vagy mezeikabócákat keresnek. Fokozatosan nagyobbak lesznek, majd a fejlődés nyáron vagy ősszel beteljesedik. A téli időszakot is ebben a formában töltik, majd a következő év tavaszán átalakulnak felnőtt rovarokká. Tél előtt, a rövid aktivitási idő után az új felnőttek menedéket keresnek, ahol átvészelhetik a hideg időszakot. Tavasszal a hőmérséklet emelkedésével a sikeresen áttelelt példányok átkerülnek a növényekre, ahol megkezdik ragadozó tevékenységüket.

## Szaporodása

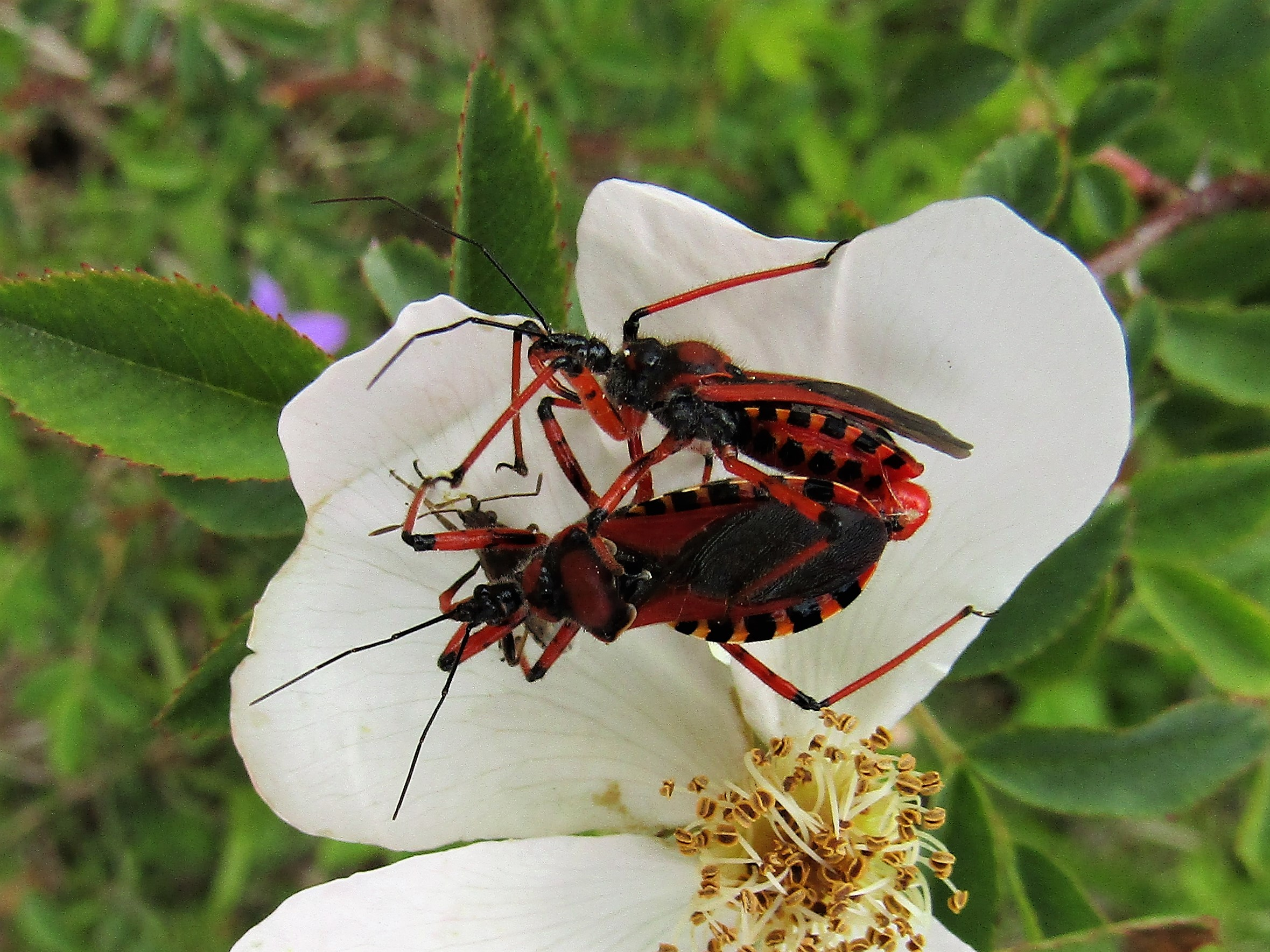
Gyilkospoloskák párzása

Júniustól kezdve, miután a nemi mirigyek érettek, a hímek partnereket keresnek. A közeledés a nőstények hátára való felkapaszkodással kezdődik és egy idő után megtörténik a párosodás. Néhány nap múlva a nőstények 50-60 petét raknak le sűrű csoportokban a növények leveleinek felső részére tapasztva. A peték vörösesbarna színűek, hosszúkás ovális alakúak, a felső pólusnál keskenyednek, ahol egyfajta fehéres szivacsos dugó található. A gyilkospoloskának csupán egy nemzedéke fejlődik.

## Kapcsolata az emberrel
Bár a gyilkospoloska valóban beleszúrhat az emberbe szipókájával ha zaklatottnak érzi magát, a tévhittel ellentétben nem terjeszti a halálos kimenetelű Chagas-kórt, mint a csókos poloskák (Triatominae) alcsaládjához tartozó legtöbb faj. Csípése intenzív fájdalmat és bőrpírt okoz, ami néhány óra múlva elmúlik.